# Cases Pere Masferrer
Les cases Pere Masferrer són un conjunt arquitectònic situat als carrers d'en Gignàs, 17-19 i 21 i d'en Groc, 4 del barri Gòtic de Barcelona, catalogat com a bé cultural d'interès local.

## Història
El 1851, el sastre Pere Masferrer en va encarregar sengles projectes al mestre d'obres Francesc Ubach.

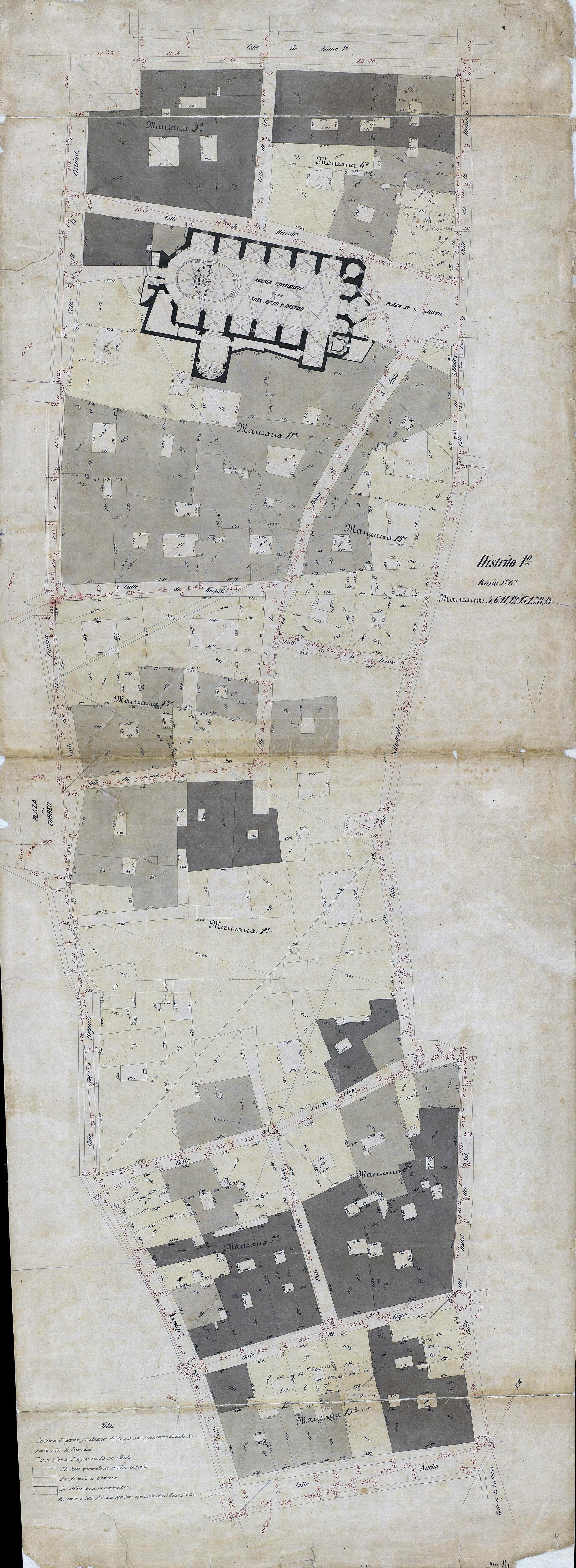
Quarteró núm. 11 de Garriga i Roca (c. 1860)

## Descripció
Són dos edificis de planta baixa, entresòl, quatre pisos i terrat. A la planta baixa i l'entresòl s'obren grans arcades de mig punt que ocupen els dos nivells. El parament està decorat amb línies horitzontals que s'inclinen al apropar-se als arcs per resseguir la forma de les dovelles. La clau dels arcs està ocupada per grans mènsules que aguanten el balcó corregut del primer pis. Les obertures dels pisos superiors són allindades i segueixen els mateixos eixos longitudinals que les de la planta baixa. Les del primer pis s'obren a un balcó corregut mentre que les altres a balcons individuals que van reduint el seu voladís a mesura que guanyen alçada. Els balcons tenen la barana de ferro forjat i llosana de pedra recolzada sobre mènsules. L'espai entre les obertures està ocupat per plafons de terracota on es representa, en relleu, bustos humans i elements vegetals. Corona l'edifici un fris on es col·loquen mènsules que aguanten una cornisa.